# Serenata
La serenata (de l'italien sereno, « ciel nocturne sans nuage », souvent dérivé à tort de sera, « soir ») est une musique instrumentale et vocale d'hommage, principalement pratiquée aux XVIIe et XVIIIe siècles lors des couronnements, mariages, naissances et fêtes de la mort. Selon l'importance de l'occasion et la cour à célébrer, le spectre s'étend des cantates profanes aux grands opéras, généralement du type opera seria. Des figures allégoriques apparaissent souvent pour glorifier un prince.

## Étymologie
La serenata diffère de la sérénade. Bien que les deux aient été utilisés de manière interchangeable dans une première période, la sérénade se différencie plus tard en tant que forme de composition purement instrumentale.
Le mot serenata dérive du terme italien sereno (« ciel nocturne sans nuage »). Il existe également des mentions d'une origine dérivée du mot sera (« soir »), par exemple celle de Thomas Schipperges (de) dans l'encyclopédie musicale Die Musik in Geschichte und Gegenwart qui a façonné l'interprétation pendant longtemps. Cependant, le musicologue Michael Talbot insiste dans le Grove Dictionary of Music and Musicians sur le caractère erronée de cette attribution.
D'autres désignations contemporaines de la serenata sont fréquemment utilisées comme azione teatrale, festa teatrale, complimento, componimento, dramma per musica, scena da camera ou serata musicale. D'autres poètes ont utilisé des désignations propres. Le temps de représentation et le caractère semi-dramatique sont toujours typiques.

## Conception

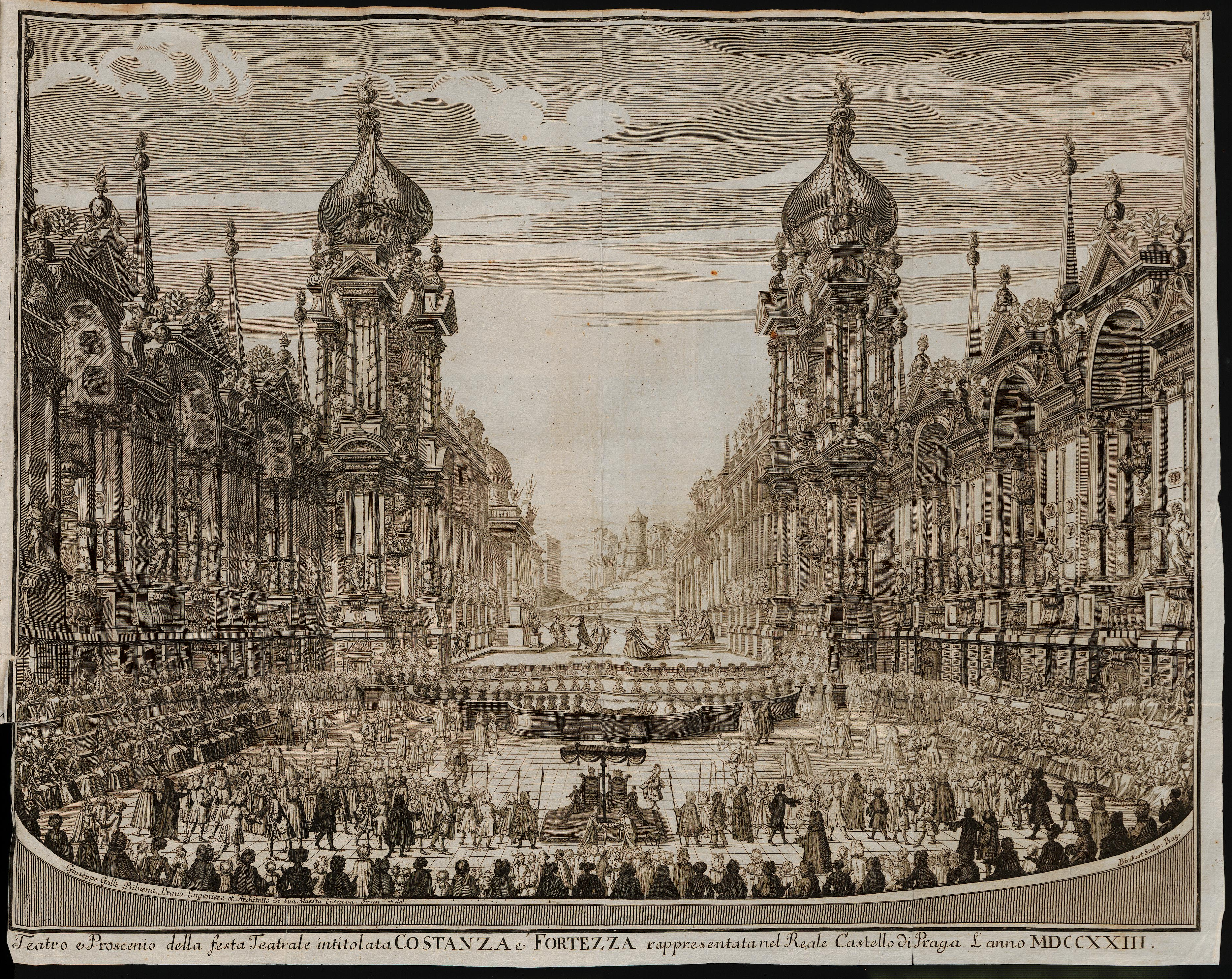
Costanza e fortezza de Johann Joseph Fux, créée 28 août 1723 à Prague pour le couronnement de Charles VI, roi de Bohême. Architecture théâtrale et décors de Giuseppe Bibiena. Le théâtre est spécialement construit dans l'école d'équitation, vue sur la scène.

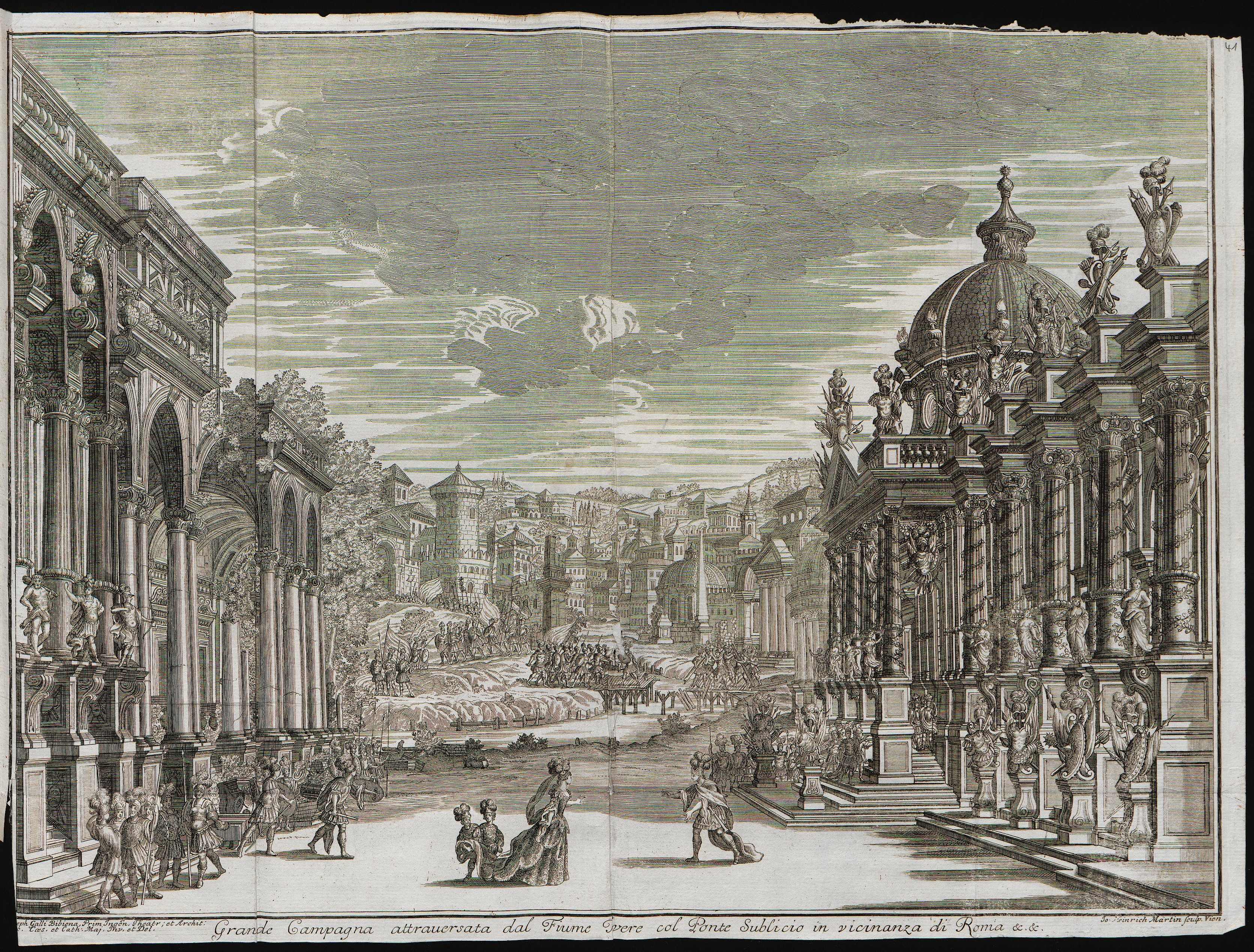
Costanza e fortezza. Décor : Paysage traversé par le Tibre au pont Sublicius à Rome.

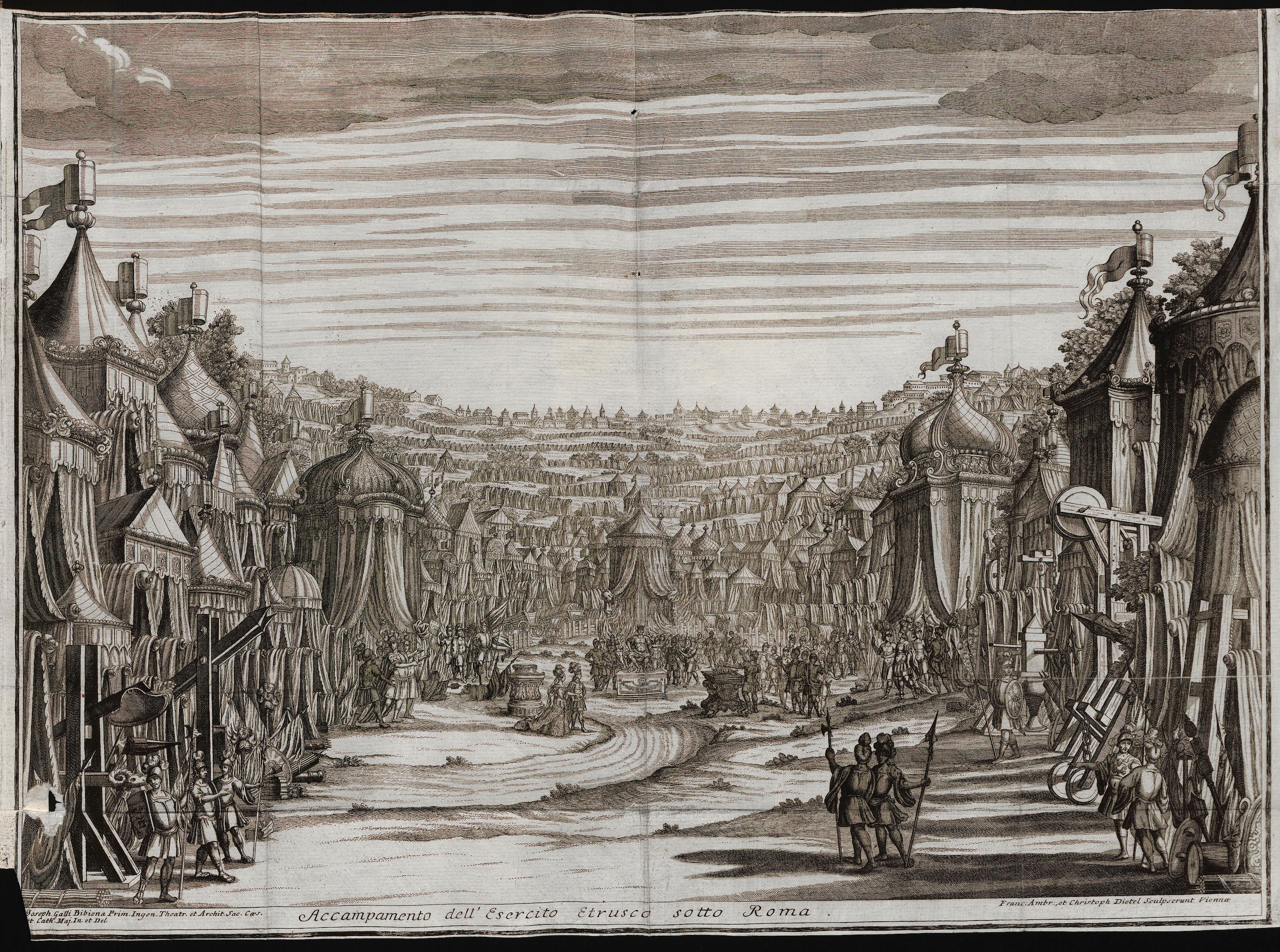
Costanza e fortezza. Scénographie : camp de l'armée étrusque devant Rome.

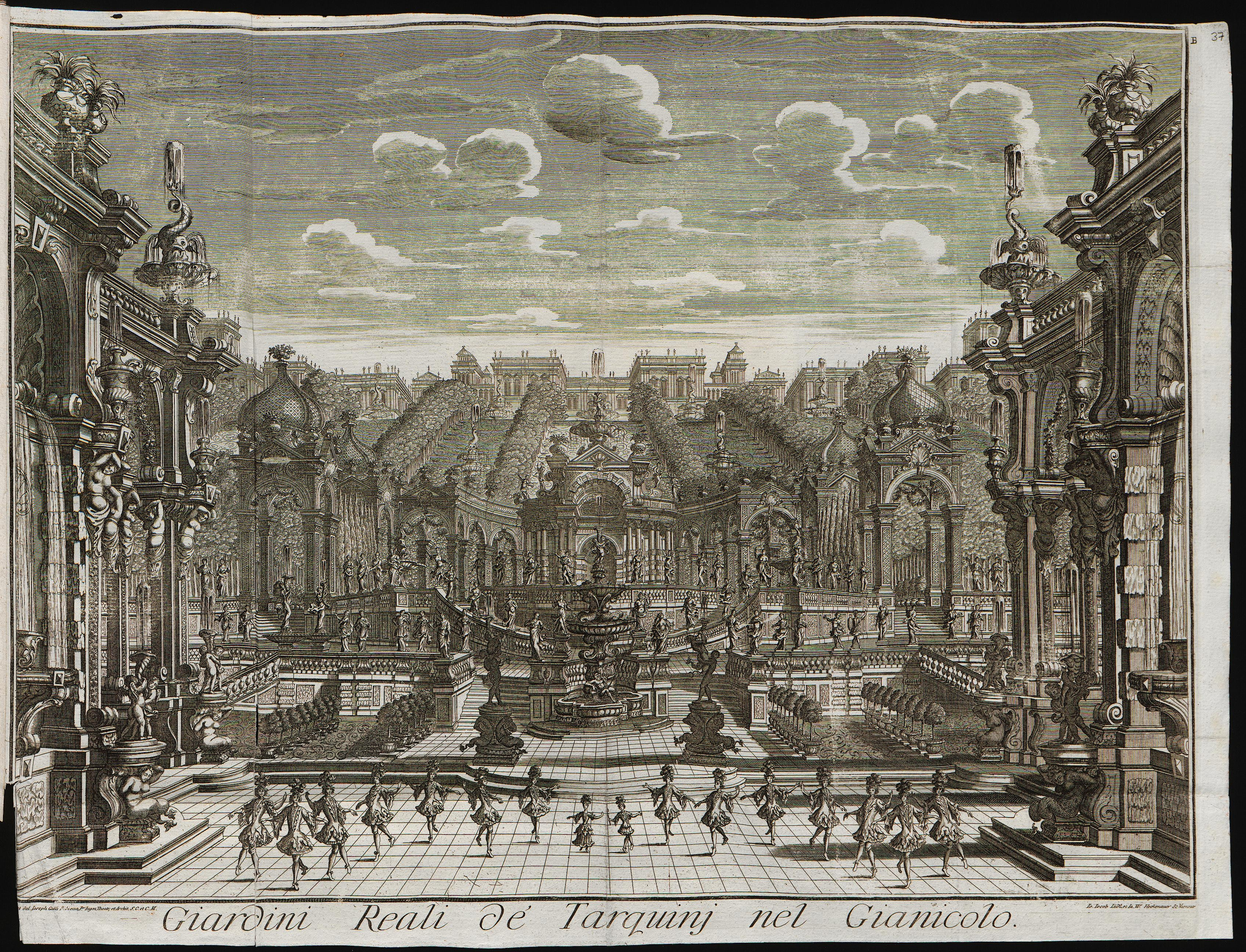
Costanza e fortezza. Scénographie : les jardins royaux des s sur le Janicule.

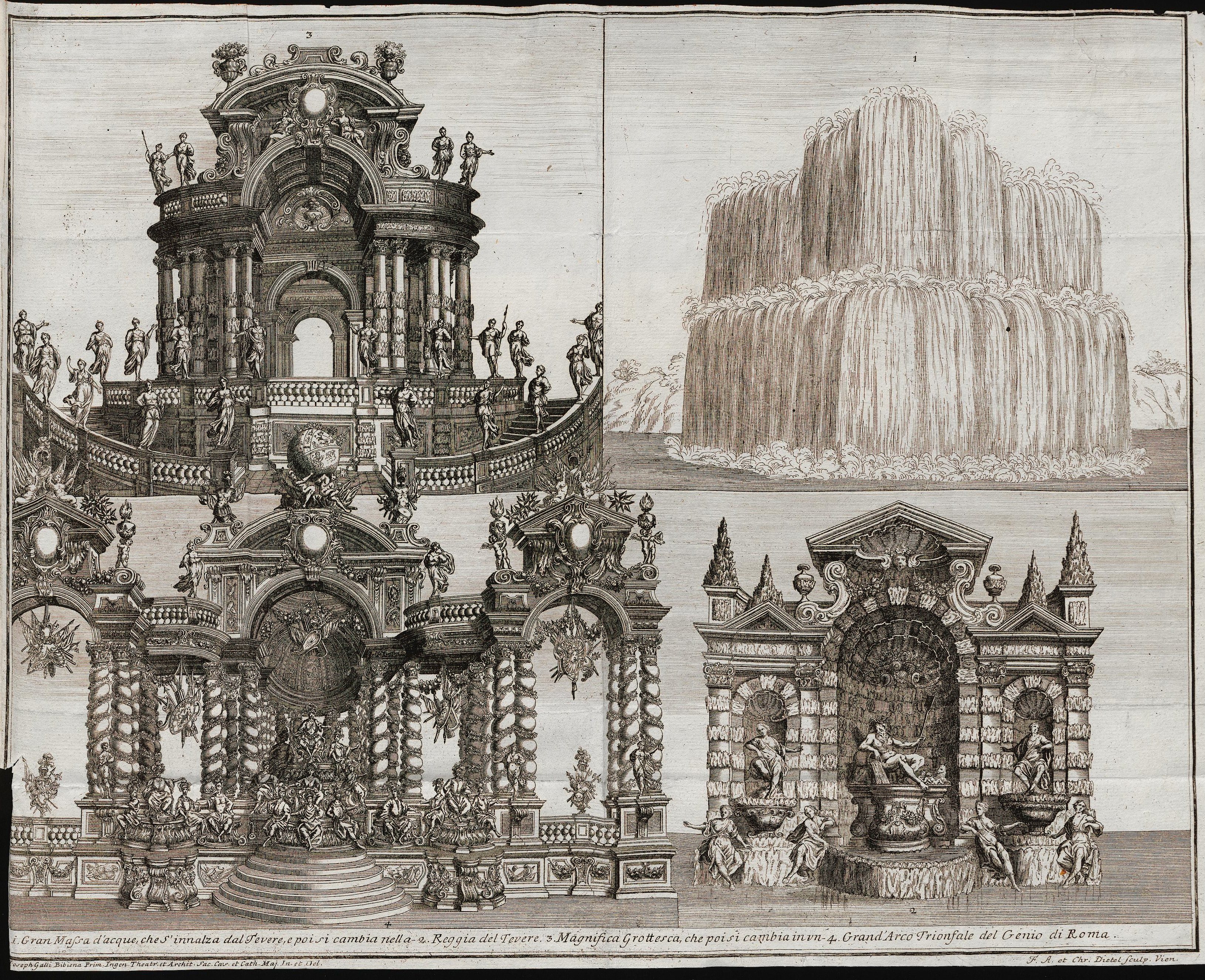
Costanza e fortezza. Décors pour le finale : une grande masse d'eau monte du Tibre. Elle se transforme en royaume du dieu de la rivière. Une magnifique grotte se transforme en grand arc de triomphe du Génie de Rome.

Aux XVIIe et XVIIIe siècles, la serenata est considérée comme un genre dramatique au sens d'Aristote, dans lequel les personnages conversent simplement dans des dialogues. En règle générale, il n'y a pas de progression reconnaissable de l'action. La serenata semble être un hybride entre une cantate et un petit opéra. Cependant, c'est un genre distinct qui partage certaines caractéristiques de la cantate de chambre, de l'oratorio et de l'opéra.
À l'instar de la cantate de chambre, ces œuvres sont généralement interprétées dans un cadre privé devant un public invité. Mais il y a aussi des représentations dans le cadre universitaire, et, à Venise et en Angleterre, certaines serenate sont jouées comme des opéras dans des théâtres publics. Elles font généralement partie d'une grande fête. Les chanteurs se tiennent immobiles sur scène, comme dans un concert, mais sont souvent costumés.
Le style musical et la distribution rappellent l'opéra. Parce que l'histoire de son origine coïncide avec celle de l'orchestre moderne, la serenata est accompagnée par un orchestre presque dès le début. Les riches commanditaires aiment utiliser des orchestres particulièrement importants par ostentation. Par exemple, la serenata La contesa de' numi de Leonardo Vinci, exécutée en 1729 pour célébrer la naissance du Dauphin, nécessite 130 instrumentistes. Les mouvements désignés comme chœur, en revanche, sont principalement exécutés avec les solistes.
En termes de dramaturgie, la serenata trouve la plupart de ses similitudes avec l'oratorio baroque. De nombreuses serenate font intervenir des personnages allégoriques personnifiant des concepts tels que le devoir ou l'honneur, et les paroles sont fortement édifiantes. La progression d'une action manque le plus souvent. Cela signifie que l'œuvre doit se diriger vers un point culminant dramaturgique qui est souvent le dévoilement de l'objet de la célébration. Les jeux de mots et les paraphrases sont courants dans les textes. En règle générale, des termes sont remplacés par d'autres comme Kaiser par Auguste ou Venise par L'Adria.
Les œuvres se composent souvent de deux parties d'à peu près la même longueur, bien que la longueur totale puisse varier considérablement. Contrairement à l'opéra, les personnages sont généralement traités de la même manière. Les arias se succèdent tour à tour, chaque rôle recevant une aria.
Les représentations ont souvent lieu hors des théâtres. Des constructions complexes sont créées pour l'occasion. Un motif populaire est le contraste entre la terre et l'eau. Les musiciens ou le public peuvent par exemple être placés dans des bateaux pendant que l'autre groupe se tient sur le rivage.
En raison des délais serrés et de la nécessité d'être proche du commanditaire, des poètes et compositeurs locaux secondaires sont souvent mandatés. Les textes sont rarement utilisés plus d'une fois à l'exception notable de ceux de Pietro Metastasio dont les livrets comme celui de L'isola disabitata (de) sont largement répandus.

## Évolution
L'origine de la serenata réside dans la coutume méditerranéenne de passer la chaleur de midi à l'intérieur et de déplacer la vie sociale vers le soir. Au XVIIe siècle, l'un des premiers centres de pratique de la serenata est Venise, où, selon des rapports contemporains, on peut difficilement se promener dans la ville le soir sans entendre de musique. À l'origine, la serenata est avant tout une parade nuptiale musicale et artistique qu'un admirateur adresse à la femme qu'il aime. Au fil du temps, elle se transforme en musique d'hommage pour les personnes de rang supérieur. Parfois, des aristocrates commandent des serenate pour leur propre glorification.
Les premières références à la pratique de la serenata en tant que spectacle en plein air du soir se trouvent déjà dans les vers médiévaux et dans les chansons du XVe siècle. Les textes italiens des frottole de Leonardo Giustiniani ou de Bartolomeo Tromboncino peuvent être considérés comme des antécédents directs. Un texte de serenata particulièrement populaire de cette première période est Hor che'l ciel e la terra e'l vento tace (« Maintenant que le ciel, la terre et le vent sont silencieux ») de Pétrarque, mis en musique à plusieurs reprises, son premier compositeur étant Claudio Monteverdi en 1638. Les premiers mots de ce sonnet sont utilisés dans de nombreux textes de serenate au XVIIe siècle en italien et dans d'autres langues.
Musicalement, il n'y a à l'origine aucune distinction entre la serenata et la cantate. Les deux formes se différencient ensuite davantage entre les années 1640 et 1680, en particulier à Rome. Les cantates y sont souvent exécutées pendant la journée et n'ont qu'une courte partition avec une seule partie solo avec basse continue. Les œuvres jouées le soir, en revanche, ont un public plus large et sont d'autant plus importantes. La portée des travaux a également augmenté de manière significative.
Aux côtés de Rome, Naples devient un autre bastion de la serenata. Alessandro Scarlatti compose à lui seul plus de 25 œuvres. La forme musicale est introduite en Espagne et au Portugal par son fils Domenico Scarlatti. La serenata se propage ensuite rapidement au nord de l'Europe. Ainsi, les cantates profanes de Jean-Sébastien Bach sont formellement des serenate en langue allemande. Il en va de même pour les odes anglaises d'anniversaire et de Nouvel An et pour les œuvres fêtes habituellement qualifiées de feste teatrali jouées à Vienne. Ce n'est qu'en France que la serenata n'atteint pas une grande importance.
La période entre 1680 et 1740 est considérée comme l'apogée de la serenata. Les différences avec la cantate continuent à augmenter. Alors que la cantate n'est généralement pas mise en scène, la serenata comporte un dialogue entre différents personnages et une petite action à la fin de laquelle les personnalités à honorer sont particulièrement louées. Les interprètes apparaissent en costume et parfois il y a un décor scénique. Des machines de scène (de) sont aussi parfois utilisées pour des effets spéciaux.
Avec les représentations en plein air, l'instrumentation évolue également. Des cuivres, des percussions et des bois supplémentaires sont ajoutés et la taille de l'orchestre dépasse celle de l'orchestre d'opéra habituel. Les airs, eux aussi, sont souvent plus longs que dans l'opéra contemporain, où le besoin de progression de l'action limite la longueur des airs individuels.
L'historien de la musique anglais Charles Burney a donné une description contemporaine du genre appelé cantate profane :

« Des cantates d'une longueur considérable, accompagnées d'un grand nombre de musiciens, sont généralement exécutées en Italie dans les grandes occasions de fête : à la réconciliation des princes après une longue période de désunion ou à l'arrivée de grands personnages dans la capitale d'un État […] Mais celles-ci diffèrent essentiellement de ce qu'on entend habituellement par cantate ou monologue à une seule voix, composées de courts récitatifs et de deux ou trois airs au plus ; ce sont des poèmes occasionnels dans lesquels apparaissent plusieurs chanteurs ; mais bien que consistant en dialogues, ils sont exécutés comme des oratorios, sans changement de scène ou d'action. »

— Charles Burney, A General History of Music, volume IV, Londres 1789.
Au cours du XVIIIe siècle, l'intérêt pour la serenata a diminué. Au début, on a commencé à intégrer plus d'action, qui, cependant, n'était pas montrée directement, mais était surtout racontée à travers un refrain. À partir du milieu du siècle, les œuvres ont commencé à ressembler de plus en plus à de courts opéras. Ascanio in Alba (Milan 1771) et Il sogno di Scipione (Salzbourg 1772) de Wolfgang Amadeus Mozart sont des exemples de ces serenate tardives. Sous l'effet conjugué du rejet du faste et de l'autoglorification par la noblesse et du renforcement de la classe bourgeoise à la suite de la Révolution française, le genre finit par disparaître.

## Exemples
Œuvres explicitement désignées comme serenata
- Antonio Bertali : Gli amori d’Apollo con Clizia, Vienne 1661
- Antonio Cesti (ou peut-être Remigio Cesti) : Io son la primavera, Florence 1662
- Georg Friedrich Haendel : Il Parnasso in festa,  pour le mariage de la princesse Anne de Hanovre avec le prince Guillaume IV d'Orange-Nassau, Londres 1734

Cantates profanes d'hommage
- Jean-Sébastien Bach : cantates profanes BWV 30a, 36a, 66a, 134a, 173a, 184a, 193a, 194a, 206, 208, 213, 214, 215 et 249a.

Opéras hommage
- Johann Joseph Fux : Costanza e fortezza, pour le couronnement de l'empereur Charles VI, roi de Bohême et la célébration de l'anniversaire de l'impératrice Élisabeth-Christine, Prague 1723
- Wolfgang Amadeus Mozart : Ascanio in Alba, serenata teatrale pour le mariage de l'archiduc Ferdinand d'Autriche-Este avec la princesse Marie-Béatrice d'Este, Milan 1771
- Wolfgang Amadeus Mozart : Il sogno di Scipione, Azione teatrale pour un jubilé du prince-évêque de Salzbourg  Sigismund von Schrattenbach, Salzbourg 1772
- Wolfgang Amadeus Mozart : La clemenza di Tito, pour le couronnement de l'empereur Léopold II roi de Bohème, Prague 1791